# Sbiten

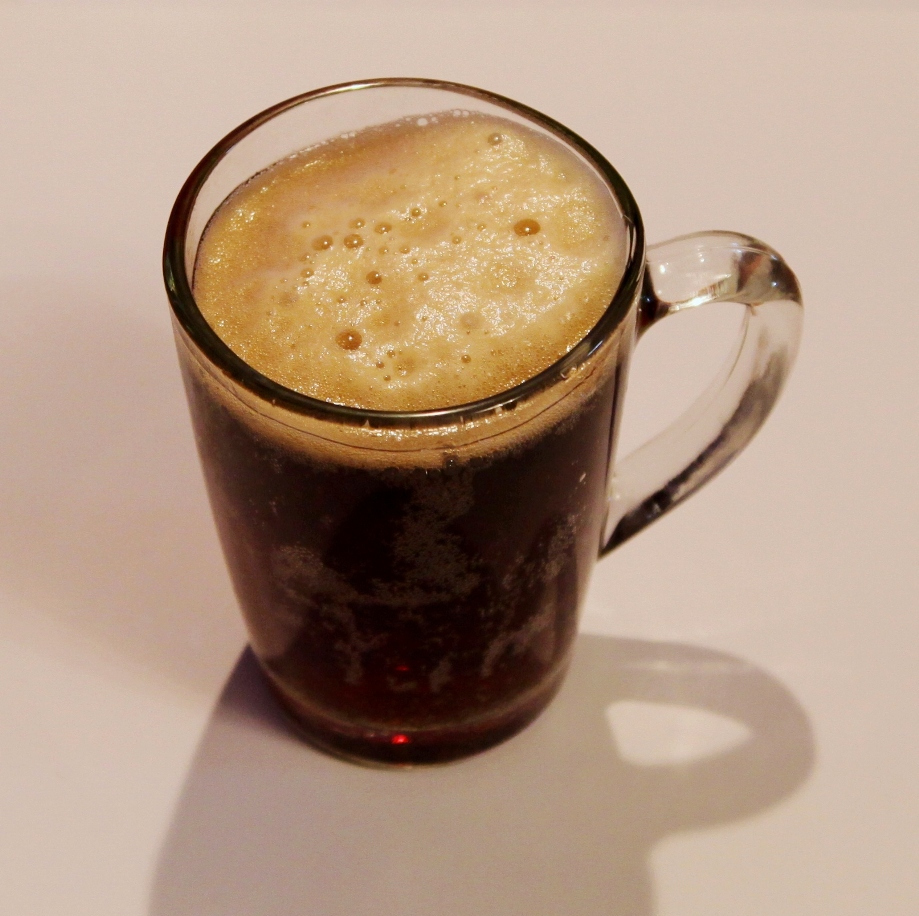
Sbiten

Sbiten (russisch сбитень) ist ein in Russland ehemals weit verbreitetes alkoholfreies oder manchmal auch alkoholhaltiges Heißgetränk, das im Wesentlichen aus Wasser, Honig und Gewürzen besteht.

## Allgemeines
Der Sbiten ist ein sehr altes Getränk, das in Russland sehr beliebt war, noch lange bevor dort Tee weite Verbreitung erfuhr. Die ersten schriftlichen Erwähnungen von Sbiten stammen noch aus dem 12. Jahrhundert.
Im Gegensatz zur Medowucha, die ebenfalls aus Honig hergestellt wird, handelt es sich bei Sbiten in den meisten Fällen um ein Heißgetränk, das vor allem im Winter getrunken wurde. Dazu wurden vorzugsweise Prjaniki (Lebkuchen), Piroggen, Bubliki und andere Süßigkeiten serviert. Ausländer, die Russland zur Herrschaftszeit Peter I. des Großen besuchten, hatten alkoholhaltigen Sbiten daher manchmal als „russischen Glühwein“ bezeichnet.

## Zubereitung
Der Sbiten als alkoholfreies Heißgetränk lässt sich vergleichsweise einfach zubereiten. Hierzu wird einem Liter Wasser etwa 100 bis 200 Gramm Honig, ferner Zucker und diverse Gewürze wie Nelke, Zimt, Muskatnuss, Lorbeerblatt oder Pfefferminze zugesetzt; diese Mischung wird 20 Minuten gekocht, danach weitere 30 Minuten ziehen gelassen und anschließend gefiltert. Das fertige Getränk wurde in Russland traditionsgemäß in einem Samowar serviert und, ähnlich wie Tee, aus Tassen getrunken. Darüber hinaus gibt es Rezepte für alkoholhaltigen Sbiten: Hierzu wird die Honiglösung nach Zusatz von Hopfen und Hefe mehrere Wochen lang gären gelassen. Der Alkoholgehalt eines solchen Sbiten betrug meist zwischen 4 und 7 Prozent. Bei allen Sbiten-Sorten wurden neben Gewürzen manchmal auch bestimmte Heilpflanzen verwendet.